# كيفين يان
كيفين يان (بالفرنسية: Kevin Yann)‏ هو لاعب كرة قدم فرنسي في مركز الوسط، ولد في 11 سبتمبر 1989 في كامبار في فرنسا. لعب مع Étoile FC ‏.

## وصلات خارجية
- كيفين يان على موقع قاعدة بيانات كرة القدم.إي يو (الإنجليزية)